# Synagogue Isaac-Jakubowicz
Pour les articles homonymes, voir Jakubowicz.
La synagogue Isaac-Jakubowicz, dénommée plus simplement synagogue Isaac et située 18 rue Kupa, était la plus grande synagogue du quartier Kazimierz de Cracovie. Kazimierz était jusqu'à la Seconde Guerre mondiale, le quartier juif de la ville, qui regroupait la majeure partie des 65 000 Juifs sur le quart de million d'habitants de la Cracovie d'avant-guerre.
La synagogue porte le nom de son donateur, Isaac Jakubowicz (décédé en 1673), appelé aussi Isaac le riche, et qui était banquier du roi Ladislas IV. Jakubowicz est enterré au cimetière Rem"ou. En polonais, Jakubowicz signifie « fils de Jacob. »
Pendant de nombreuses années, elle a été considérée comme la plus riche et le plus magnifique synagogue de la ville. Son mur nord est attenant à l'ancienne synagogue Mizrahi.

## Histoire
La synagogue a été fondée par Isaac Jakubowicz, un riche marchand, président de la communauté juive de Kazimierz, après avoir obtenu l'accord préalable du roi Ladislav IV, le 30 avril 1638. Selon une inscription sur le mur de la synagogue, sa femme Brajndla lui aurait suggéré la construction du bâtiment. 
La construction de la synagogue est retardée par l'opposition du père Marcin Kłoczyński, de l'église du Saint-Sacrement, qui explique sa décision par le fait que la synagogue sera située près de maisons chrétiennes, et que les prêtres portant le viatique (l'extrême-onction) seront obligés de passer près de la synagogue, ce qui d'après lui,  est fortement inconcevable. À la fin, Jakubowicz réussit à convaincre l'évêque de Cracovie, Jakub Zadzik, et les travaux peuvent commencer. Pour sa construction, l'architecte italien, Giovanni Battista Trevano est sélectionné, bien que d'autres sources mentionnent aussi le nom de Jan Laitnern. En 1644, a lieu la cérémonie officielle de dédicace de la synagogue. 

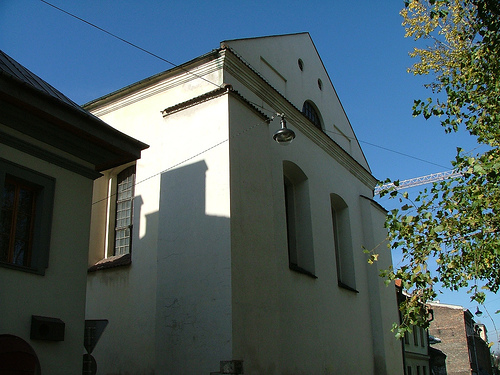
La synagogue, vue de la rue Jakuba

En 1656, durant le « Déluge suédois » (invasion suédoise de la Pologne-Lituanie en 1655-1660), la synagogue est dépouillée, et en 1679, durant l'épidémie de peste, ses gardiens emmènent les objets précieux et les déposent à la synagogue d'Opatów, où la majorité d'entre eux resteront. La première modification partielle, date du XIXe siècle, avec le transfert de la porte frontale du mur sud au mur ouest. En 1924, sur des plans de Zygmunt Prokesza, deux escaliers en bois sont construits au-dessus de la porte d'entrée réservée aux hommes, pour accéder à un porche à arcades, permettant d'entrer directement dans la galerie pour les femmes. Jusqu'en 1939, se trouve devant la synagogue une place spacieuse où est situé le marché aux poissons.     
Pendant la Seconde Guerre mondiale, les nazis dévastent l'intérieur de la synagogue, confisquent tous les objets précieux et détruisent la bimah en bois située au centre du bâtiment. Le 5 décembre 1939, les nazis ordonnent à Maksymilian Redlich, employé de la communauté juive, de brûler les rouleaux de la Torah.  Redlich refuse, et est abattu devant l'entrée de la synagogue. Quelques mois plus tard, la synagogue est utilisée comme studio de théâtre. En 1943-1944, le metteur en scène polonais, Tadeusz Kantor, y fait construire et peindre ses décors.   
Après la fin de la guerre, la synagogue est utilisée pendant une courte période comme entrepôt municipal. En 1946, il est prévu de transformer la synagogue détruite en une église nationale polonaise catholique romaine. Une croix est provisoirement accrochée au-dessus de l'Arche sainte détruite. Mais les plans pour la conversion de la synagogue en église n'aboutissent pas en raison des protestations de la communauté juive de Cracovie, qui tente de récupérer la synagogue. 
Dans les années 1950, le bâtiment est utilisé par l'association des artistes plasticiens polonais qui la meuble et s'en sert comme studios de sculptures jusqu'en 1969. Vers le milieu des années 1970, la synagogue est abandonnée et graduellement tombe en ruine. En 1981, le feu ravage l'intérieur du bâtiment. En 1989, la synagogue est restituée à la communauté juive de Cracovie. 
Durant les années 1983-1996, des travaux importants de restauration et de réparation sont effectués, qui permettent de découvrir des fresques polychromes du XVIIe siècle, ainsi que des inscriptions avec des textes de prières pour les jours de fête, ainsi que les noms des fondateurs. En 1997, la synagogue ouvre ses portes pour les visiteurs. Depuis, le Centre d'éducation juive s'est installé dans le bâtiment avec pour but, le projet "Synagogue d'Isaac". Il récolte de l'argent pour la conservation de la synagogue et pour la reconstruction des objets religieux et plus particulièrement la bimah. En plus, de nombreux concerts et conférences sont organisés dans la synagogue, dans un but éducationnel, et pour présenter des films d'archive montrant la vie juive avant la guerre à Kazimierz (Le Quartier cracovien de Kazimierz de 1936) et l'extermination des Juifs pendant la Seconde Guerre mondiale (Le Rapatriement des juifs dans le ghetto de Cracovie de 1941). En juin 2007, la communauté juive loue la synagogue au groupe hassidique Habad-Loubavitch, qui désire la rouvrir au culte dans le futur. Dans une petite pièce, ils ont ouvert une boutique de produits cacher.

## Architecture

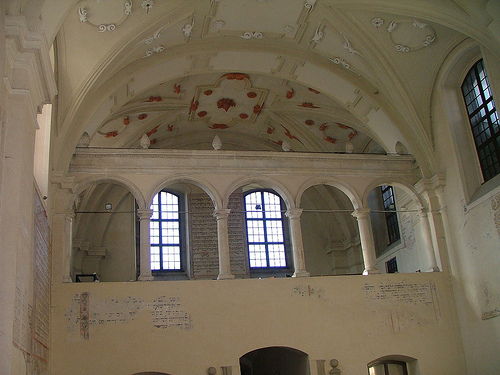
La galerie des femmes

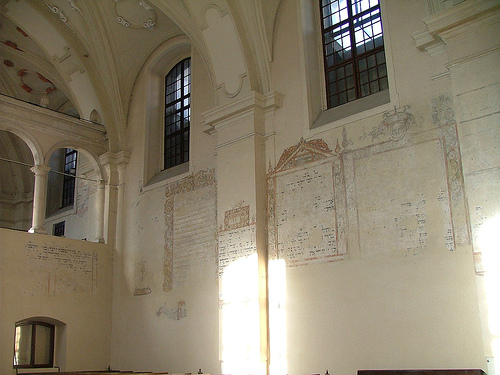
Inscriptions polychromes sur le mur Nord

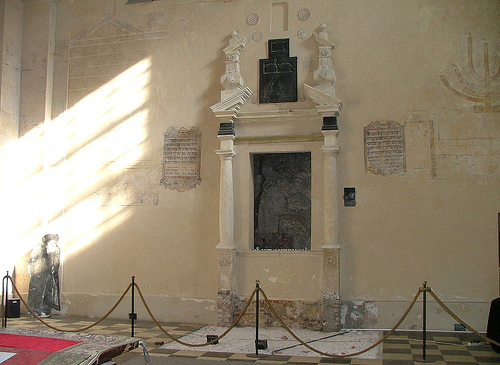
Arche sainte

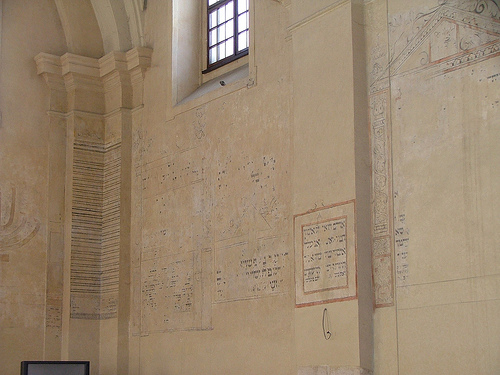
Inscriptions polychromes sur le mur Sud

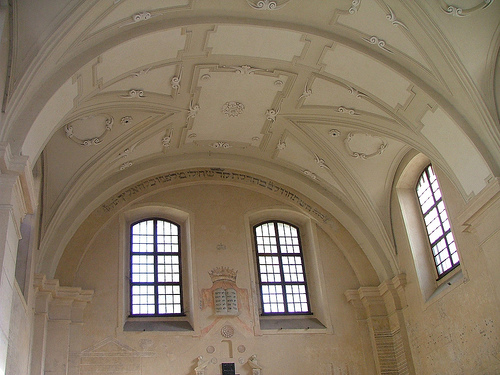
Vue du mur Est

### Le bâtiment
Le bâtiment en briques de la synagogue a été construit suivant un plan rectangulaire, en style baroque tardif. Sur la façade principale, de chaque côté de l'entrée principale, les deux escaliers ont été reconstruits en 1992. Ils mènent à un porche à deux arcades et permettent d'accéder directement à la galerie des femmes. Initialement, ces escaliers étaient en bois. L'entrée est séparée de la rue par un petit jardin. L'apparence sévère de l'ensemble du bâtiment, et le manque de décorations extérieures ne permettaient pas de deviner la richesse de l'aménagement intérieur. Aux angles, des contreforts de soutien ont été rajoutés au XVIIIe siècle. 
La salle de prières fait environ 12 mètres de large par 16,9 mètres de long, avec un plafond voûté à une hauteur de 14 mètres, décoré de riches motifs géométriques en stuc, probablement conçus par Jean-Baptiste Falconi. À l'ouest, au-dessus du vestibule rectangulaire, se trouve la galerie réservée aux femmes. Celle-ci est ouverte sur la salle de prières des hommes par cinq arcades à colonnes toscanes au-dessus de la balustrade. Elle rappelle les galeries de la Renaissance, et est une des plus remarquables de l'art synagogal.   

### Les inscriptions
Une quantité importante de cartouches polychromes décoratifs, contenant des textes liturgiques se trouve sur les murs de la salle de prières, ainsi que sur ceux de la galerie des femmes. La majorité d'entre eux furent découverts lors des travaux de restauration dans les années 1990.   
Les plus anciens datent de la période juste après l'érection de la synagogue, par exemple la citation biblique qui se trouve en haut du mur Est, et dans laquelle on trouve le chronogramme 404, qui signifie les années 1643-1644. Ce cartouche a été rénové au XIXe siècle, mais n'a retrouvé sa forme d'origine que lors des derniers travaux de préservation.  
Sur le mur Sud de la salle principale, l'inscription en dessous du texte de la prière "Berich szeme demare" contient le chronogramme 426, qui se rapporte aux années 1665-1666. Sur les autres murs, quelques inscriptions datent du XVIIe siècle, mais la majorité du XVIIIe siècle.
Tous les grands cartouches sont à peu près identiques en taille, proportions et composition. Ils sont situés à la même hauteur et presque de façon symétrique par rapport aux fenêtres. Ces cartouches sont entourés d'un encadrement formé de végétaux entrelacés, surmonté d'un tympan triangulaire, au milieu duquel se trouve une couronne sur laquelle est inscrit l'incipit du texte. De part et d'autre des acrotères décorés en forme de vase avec des bouquets et des volutes de plantes. Les espaces libres sont remplis de différents ornements végétaux, et dans plusieurs cas, autour des inscriptions, on trouve aussi quelques motifs d'animaux, comme des oiseaux ou des couples de lions.
Sur le mur Est, des deux côtés de l'Arche sainte, se trouvent deux petits cartouches avec les inscriptions lisibles de la bénédiction sacerdotale, et à droite la peinture d'une menorah (chandelier à sept branches) qui ont été probablement peints vers le milieu du XVIIe siècle. Sur le côté gauche, se trouvaient initialement le dessin des douze pains d'alliance, représentant les douze tribus d'Israël. La synagogue d'Isaac est l'une des rares synagogues de Pologne où la pièce réservée aux femmes est décorée de textes polychromes, certainement présents de femmes fortunées. Sur la longueur de la salle de prières, se trouvent des pilastres doubles supportant une voûte arquée.

### Le mobilier
Au centre du mur Est, une nouvelle Arche sainte de style baroque primitif a été réinstallée en 1994-1995, avec au-dessus, en peinture, les Tables de la loi de forme convexe, surmontées d'une couronne, et entourées d'un rideau orange. L'Arche originelle était richement décorée avec des marches en pierres, et embellie par une grille métallique. En avant de l'Arche et presque au milieu de la salle, se trouvait la bimah (autel) en fer forgé en forme de baldaquin, copie de celle de la Vieille synagogue de Cracovie.
Les assises de ces deux éléments ont été retrouvées dans le sol de la synagogue, ce qui permet de les positionner avec précision. Sur le mur Sud se trouve l'ancienne entrée principale avec un chambranle en arc en grosses pierres.      
L'intérieur de la synagogue Isaac n'est pas très différent de celui des églises de Cracovie construites à la même époque, ni des halls d'entrée des maisons des bourgeois fortunés et les décorations en stuc se retrouvent de façon similaire dans les églises, couvents ou les riches maisons de Cracovie.
La synagogue est considérée comme un monument historique et a été classée le 3 avril 1974 au registre des monuments nationaux sous la référence A-32. 

## Légendes
La synagogue est associée à deux légendes :
- La première raconte qu'en 1644, lors de l'ouverture de la synagogue, de nombreuses personnes vinrent admirer sa beauté et la richesse de ses équipements. Parmi eux, un certain groupe de chapardeurs n'était venu que dans le but de la voler. 
Informé de ces plans, Isaak Jakubowicz décide d'en informer le rabbin Yom-Tov Lipman Heller. Celui-ci recommande alors de fermer la porte du quartier juif ainsi que toutes les portes des maisons, et de ne laisser ouverte que la porte conduisant à travers le cimetière Remuh, puis d'habiller 20 juifs avec des robes blanches et de les équiper de bâtons. Quand les voleurs apparurent à l'entrée du cimetière, ils émergèrent de derrière les tombes comme des fantômes. C'est ainsi que les voleurs épouvantés s'enfuirent. Depuis lors, personne n'a jamais essayé de voler la synagogue Isaac[4],[5].

- La deuxième légende concerne Isaac Jakubowicz lui-même. Il était très pauvre et vivait modestement, quand, une nuit, il rêve d'un immense trésor caché sous le vieux pont de Prague. Sans délai, il se met en chemin, mais arrivé au pont, il s'aperçoit que celui-ci est gardé par un escadron de soldats, et qu'il lui est ainsi impossible de creuser pour déterrer le trésor. Isaac s'approche alors de l'officier et lui raconte son rêve, lui promettant la moitié du trésor, si celui-ci lui laisse creuser un trou. La réponse de l'officier fut surprenante: « Seuls les fous comme les Juifs polonais peuvent croire à de tels rêves. Pendant plusieurs nuits, j’ai moi-même rêvé que dans la ville juive de Kazimierz, il se trouve un trésor caché dans le four du pauvre Juif Isaac Jakubowicz. Pensez-vous que je sois assez stupide pour faire tout ce chemin jusqu'à Cracovie et chercher la maison de cet Isaac, fils de Jacob ? ». Isaac retourne immédiatement chez lui, démonte son four, trouve le trésor et devient très riche. La morale de cette légende, est que vous pouvez rechercher certaines choses dans le monde entier, finalement vous les trouverez chez vous. Avant de réaliser ceci, souvent vous devrez effectuer un très long voyage[4],[5].

## Galerie

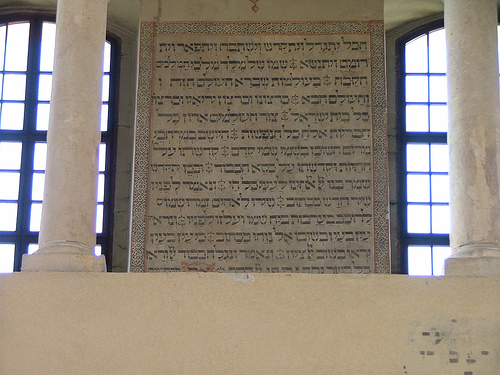
Texte polychrome dans la galerie des femmes
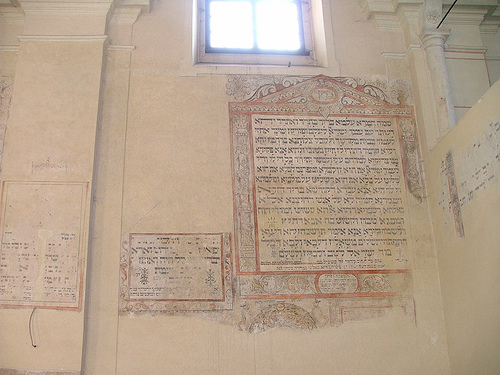
Texte polychrome sur le mur Sud.
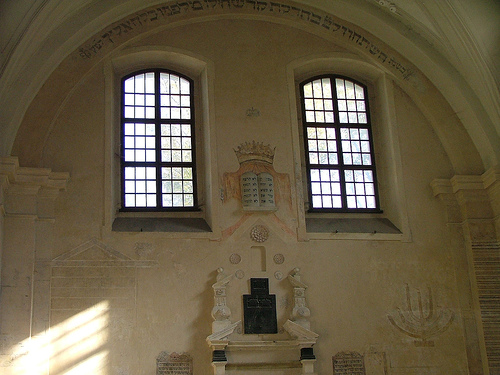
Texte polychrome sur le mur Est
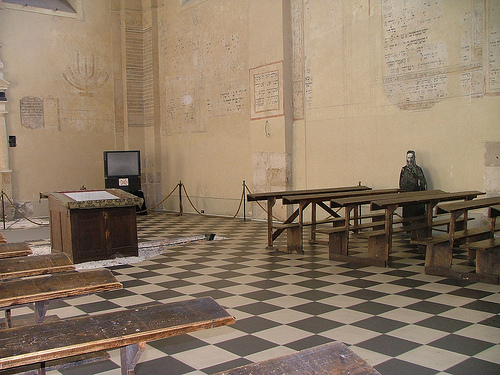
Intérieur de la synagogue
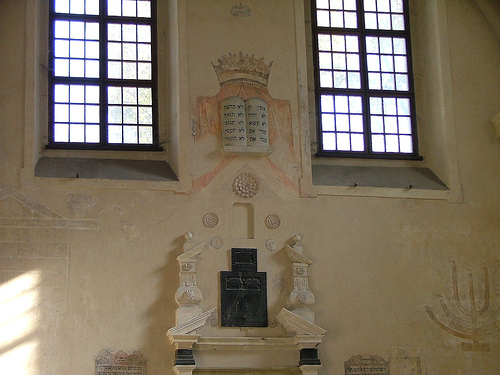
Copie de l'Arche sainte
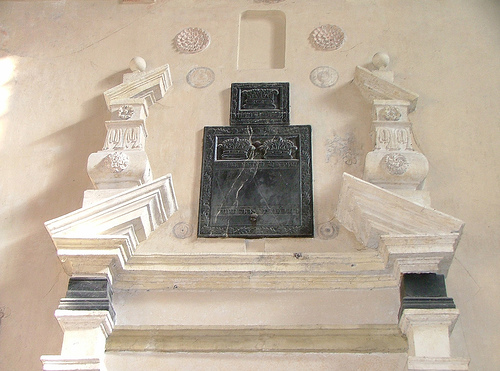
Copie de l'Arche sainte
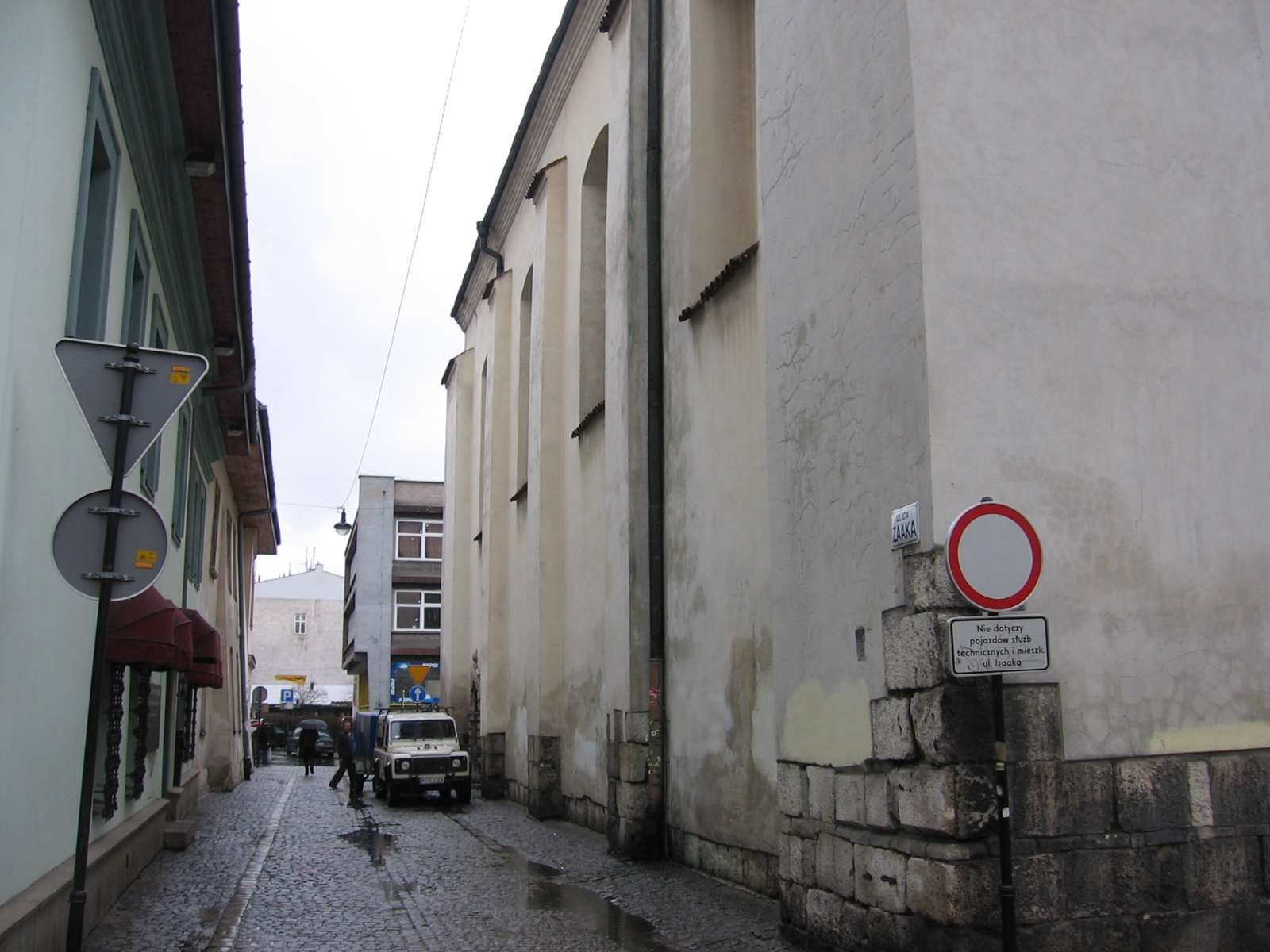
Vue de la rue Izaaka
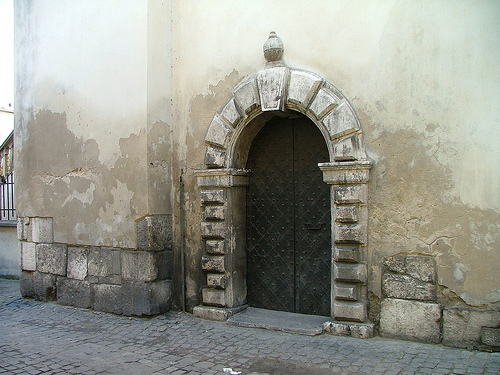
Portail d'entrée sur le mur Sud